# Stachybotrys freycinetiae
Stachybotrys freycinetiae är en svampart som beskrevs av McKenzie 1991. Stachybotrys freycinetiae ingår i släktet Stachybotrys, ordningen köttkärnsvampar, klassen Sordariomycetes, divisionen sporsäcksvampar och riket svampar.   Inga underarter finns listade i Catalogue of Life.